# Barrio Sur (Colón)
Barrio Sur es un barrio y corregimiento del distrito de Colón en la provincia de Colón, República de Panamá. La localidad tiene 14.076 habitantes (2010).